# Benjamim Pereira
Benjamim Enes Pereira (Carreço, 25 de dezembro de 1928 – Viana do Castelo, 1 de janeiro de 2020) foi um antropólogo, etnólogo e museólogo português que contribuiu para o desenvolvimento da antropologia e da museologia em Portugal. Participou no levantamento dos Instrumentos Musicais Populares Portugueses realizado na década de 60. Fez parte da equipa que fundou o Museu Nacional de Etnologia e da qual também faziam parte António Jorge Dias, Ernesto Veiga de Oliveira, Fernando Galhano e Margot Dias.

## Percurso
Benjamim Enes Pereira nasceu dia de Natal de 1928, no lugar de Montedor que pertence à na freguesia de Carreço que pertence ao concelho de Viana de Castelo.
Jorge Dias convida-o a integrar o Centro de Estudos de Etnologia em 1959, sendo o último a entrar para aquela que é considerada como a equipa responsável pela criação do Museu Nacional de Etnologia e da qual também faziam parte Jorge Dias, Ernesto Veiga de Oliveira, Fernando Galhano e Margot Dias.
Muda-se para Lisboa em 1963, quando é criado o Centro de Estudos de Antropologia Cultural e do qual Benjamim será um dos membros fundadores ao lado dos restantes membros do grupo liderado por Jorge Dias.
Embora fosse o único da equipa sem curso, é lhe atribuída a tarefa de organizar a Bibliografia Analítica de Etnografia Portuguesa que será publicada pelo Instituto de Alta Cultura em 1965.
Realiza os seus primeiros filmes etnográficos, em 1960, quando a equipa compra uma máquina de filmar que será utilizada por ele no trabalho de campo para filmar a realidade rural portuguesa e a cultural popular. Esteve directamente envolvido nas filmagens levadas a cabo em Portugal, pelo Instituto do Filme Científico de Göttingen em 1970,  onde os filmes realizados eram encarados não como uma forma de expressão mas sim como uma técnica de registo complementar à descrição escrita e fotográfica. Isto reforça a sua ideia de que fotografar e filmar eram importantes, não só para o trabalho de investigação, como para contextualizar aquando da sua exposição em museus e similares.

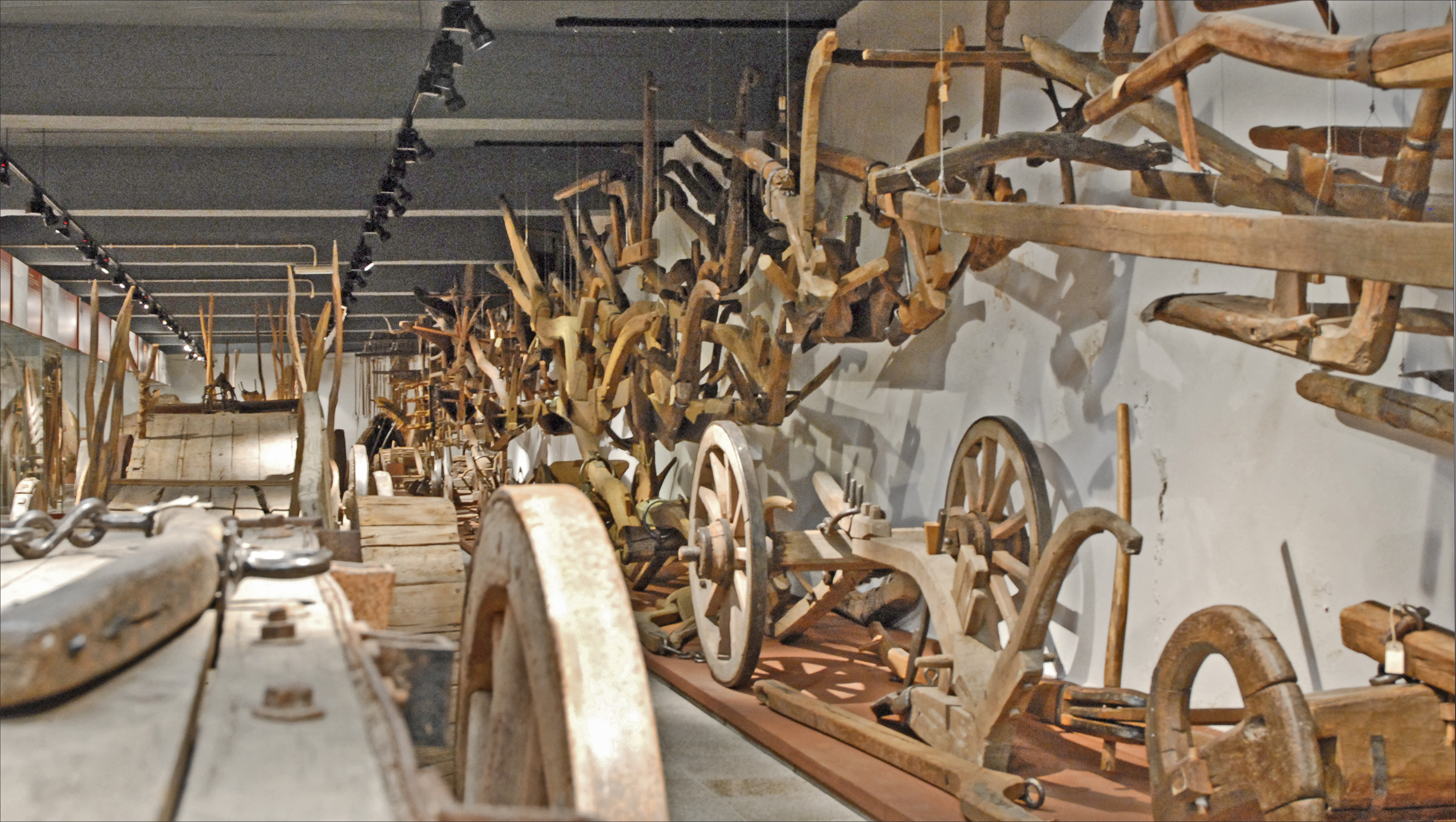
Galerias da Vida Rural do Museu Nacional de Etnologia (Lisboa)

Trabalha para o Museu Nacional de Etnologia até se reformar em 2000. Durante todo esse tempo, foi responsável por várias exposições, entre as quais se encontra a dedicada aos Instrumentos Musicais Populares Portugueses. Deve-se também a ele a organização das primeiras reservas que podem ser visitadas e que são conhecidas como Galerias da Vida Rural. É lá que se encontra reunida, a maior parte dos objectos que ele e Ernesto Veiga de Oliveira recolheram de forma sistemática, enquanto estavam no terreno.
Após se ter reformado, Benjamim Pereira coordenou vários projectos na área da museologia. Foi ele quem projectou o Museu da Luz criado com a finalidade de salvaguardar o património da região que ficou submersa após a construção da barragem do Alqueva. O Centro Cultural Raiano (Idanha-a-Nova), o Museu do Traje de Viana do Castelo, o Museu Francisco Tavares Proença Júnior (Castelo Branco) e o Museu do Abade de Baçal, foram outros projectos museológicos em que se envolveu.
Morreu a 1 de janeiro de 2020, no Hospital de Viana do Castelo, onde se encontrava internado. Aquando do seu falecimento em 2020, foram várias as entidades que apresentaram publicamente o seu voto de pesar, nomeadamente o Presidente da República Marcelo Rebelo de Sousa, a Ministra da Cultura Graça Fonseca, a Direcção Geral do Património Cultural (DGCP), o Instituto de História Contemporânea (FCSH), entre outras.

## Obras Seleccionadas

### Livros
Entre os livros que publicou encontram-se: 
- 1962 - Vestígios do culto das pedras no Norte de Portugal[25]
- 1965 - Bibliografia analítica de etnografia portuguesa, editado pelo Instituto de Alta Cultura[26][27][7]
- 1967 - Técnicas de fiação primitiva: as rocas portuguesas, editado pelo Museu Regional de Cerâmica[28]
- 1969 - Construções primitivas em Portugal (co-autores Ernesto Veiga de Oliveira e Fernando Galhano)[29]

- 1973 - Máscaras portuguesas[30]
- 1985 - Têxteis: tecnologia e simbolismo (co-autor Fernando Galhano) [31][32]
- 1995 - Alfaia Agrícola Portuguesa (co-autores Ernesto Veiga de Oliveira e Fernando Galhano) [33][34]
- 2009 - Uma Imagem da Nação: Traje à Vianesa (co-autores António Medeiros e João Alpuim Botelho) [35]

### Filmografia Etnográfica
Benjamim Pereira foi co-autor de vários filmes etnográficos sobre a cultura popular e o mundo rural: 
- 1962 - A Dança das Virgens (co-autor Ernesto Veiga de Oliveira)

- 1970 - Uma Malha em Tecla (co-autor Ernesto Veiga de Oliveira)

- 1970 - São Bartolomeu do Mar (co-autor Ernesto Veiga de Oliveira)

- 1978 - O Linho (co-autor Ernesto Veiga de Oliveira)

Ele e Ernesto escreveram os textos e foram assistentes de realização no documentário Máscaras, realizado por Noémia Delgado, entre 1974 e 1975.
Em 2003, foi consultor cientifico do documentário A Seda é um Mistério (sobre a produção de seda em Castelo Branco), da antropóloga e realizadora Catarina Alves Costa. Este ganhou o Prémio de Melhor  Obra  Audiovisual  do  Conselho Internacional de Museus (UNESCO) e o de Melhor Vídeo Museológico no Festival Internacional de Museologia de 2004 que decorreu em Taipei.
Foi também consultor nos documentários: O Linho é um Sonho e Rituais de Inverno com Máscaras (co-realizado por Catarina Alves Costa e Catarina Mourão).

## Reconhecimento
Foi agraciado com o grau de Grande-Oficial da Ordem do Mérito a 9 de junho de 2001, pelo então presidente da República Portuguesa Jorge Sampaio.
Em 2008, é homenageado pelo Instituto dos Museus e da Conservação, Museu Nacional Soares dos Reis (Porto) e pelo Museu do Abade de Baçal (Bragança) na exposição Rituais de Inverno com Máscaras.
O livro "Caminhos e Diálogos da Antropologia Portuguesa. Homenagem a Benjamim Pereira" foi editado na sequência de um colóquio de tributo realizado na Fundação Calouste Gulbenkian, em 2010.
Foi homenageado no IV Congresso da Associação Portuguesa de Antropologia por vários investigadores nomeadamente: Clara Saraiva, Catarina Alves Costa e João Leal.
É lançado, em 2014, o livro Caminhos e Diálogos da Antropologia Portuguesa. Homenagem a Benjamim Pereira, na sequência do Encontro de Homenagem a Benjamim Pereira que decorreu na Fundação Calouste Gulbenkian em Abril de 2010.
O espólio composto por mais de 1000 recolhas fotográficas realizadas por ele, doado pelo próprio ao Museu da Luz, viu o seu valor documental reconhecido pela Fundação Calouste Gulbenkian que apoiou a sua inventariação e digitalização dando origem ao Arquivo Fotográfico Benjamim Enes Pereira.
A Associação Portuguesa de Antropologia instituiu o prémio anual Prémio APA - Margot Dias e Benjamim Pereira que distingue trabalhos em antropologia do som e Imagem.